# Sibylle Boden-Gerstner
Sibylle Boden-Gerstner, geb. Sibylle Boden, auch unter dem Pseudonym Sibylle Muthesius (* 17. August 1920 in Breslau; † 25. Dezember 2016 in Berlin), war eine deutsche Kostümbildnerin, Malerin und Modejournalistin. Sie war Gründerin und Namensgeberin der DDR-Modezeitschrift Sibylle.

## Leben
Sibylle Boden stammte aus einer deutsch-jüdischen Familie. Ihr Vater war Pelzwarenfabrikant und Versandhändler, der später in einem Zuchthaus der Nationalsozialisten starb, ihre Mutter Geschäftsfrau.
Im Jahr 1936, mit 16 Jahren, begann Boden-Gerstner ein Studium an der damaligen Textil- und Modeschule Berlin. Darauf folgte ein Studium der Malerei und Illustration an der Berliner Kunstakademie. Aufgrund der Nürnberger Rasse-Gesetze von 1935 war es Boden-Gerstner bald nicht mehr möglich, ihr Studium fortzuführen, da sie wegen ihres Vaters als Halbjüdin galt.

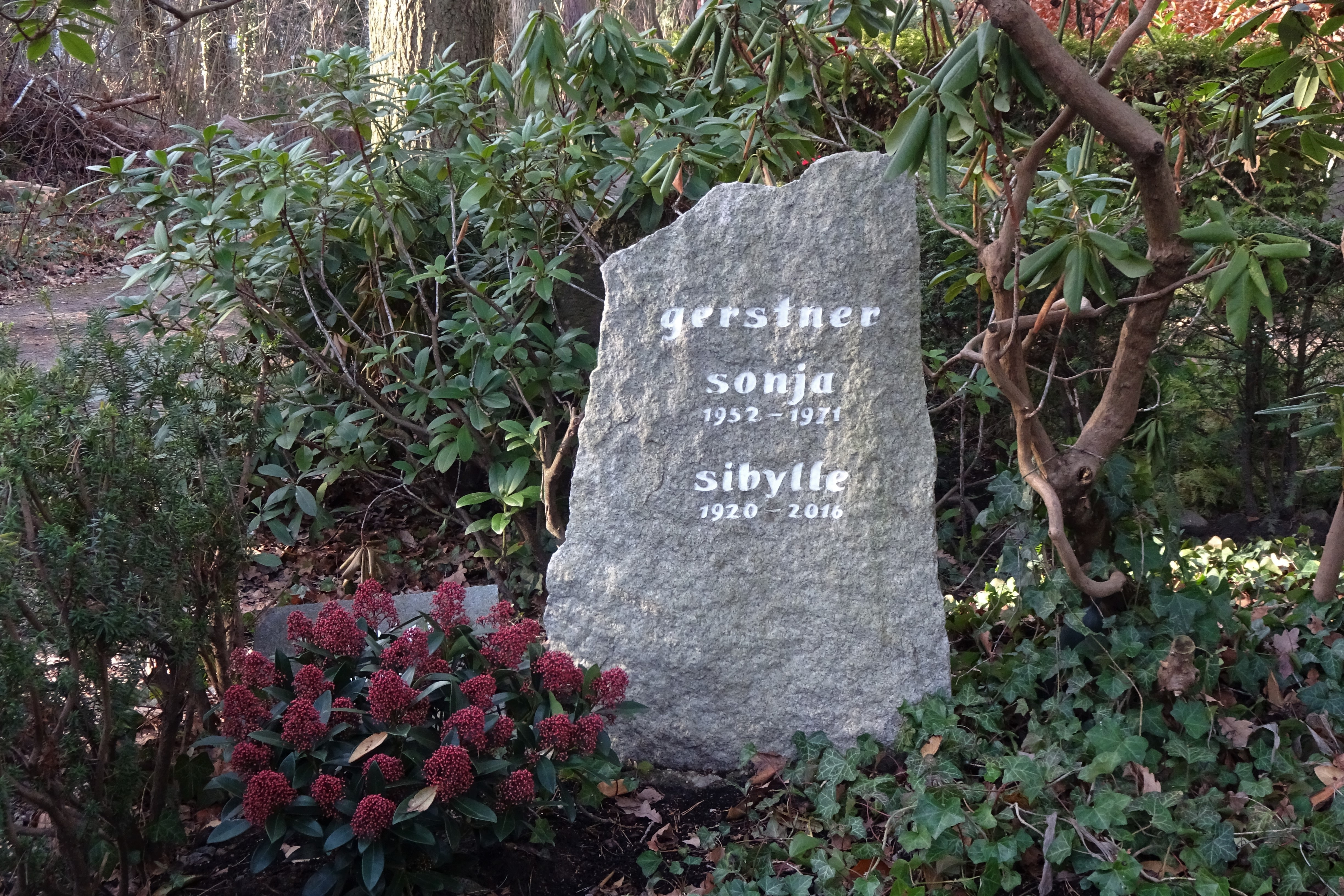
Grabstein für Sibylle Gerstner und ihre Tochter Sonja Gerstner auf dem Waldfriedhof Kleinmachnow

1939/40 lernte Boden ihren späteren Mann Karl-Heinz Gerstner kennen. Im Herbst 1940 gelang ihr dank seiner Vermittlung die Flucht nach Paris. Dort nahm Boden an der École nationale supérieure des beaux-arts ihr Malereistudium wieder auf. Im Sommer 1944 kehrte sie nach Berlin zurück und beteiligte sich dort an politischen Aktionen gegen das NS-Regime. Nach Kriegsende heiratete sie Karl-Heinz Gerstner.
Boden-Gerstner bekam zwei Töchter: die Schriftstellerin Daniela Dahn und die Malerin und Schriftstellerin Sonja Gerstner; letztere beging im Alter von 19 Jahren, als Folge einer psychotischen Erkrankung, Suizid. Zehn Jahre danach, 1981, veröffentlichte Boden-Gerstner unter dem Pseudonym Sibylle Muthesius Gedichte und Malereien ihrer Tochter und fügte eigene Anmerkungen hinzu. Das Buch Flucht in die Wolken wurde als psychiatriekritisch rezipiert.
Zu Weihnachten 2016 starb Sibylle Boden-Gerstner 96-jährig in Berlin im Haus ihrer Tochter, bei der sie schon lange lebte. An der Eröffnung der Ausstellung Sibylle in Rostock konnte sie nicht mehr teilnehmen. Ihr Grab befindet sich auf dem Waldfriedhof Kleinmachnow.

## Wirken
Von 1945 bis 1949 arbeitete Boden-Gerstner als Lehrerin an einer privaten Berliner Modeschule, ab 1949 war sie vor allem als Kostümbildnerin tätig. Dabei arbeitete sie mit den Regisseuren Wolfgang Staudte, Slatan Dudow und Gustav von Wangenheim zusammen, u. a. für die DEFA-Filme Wolf unter Wölfen (1963), Kleiner Mann, was nun? (1967) und Abschied vom Frieden (1979). Sie kleidete Filmdarsteller wie Angelica Domröse, Inge Keller und Manfred Krug ein.
1956 konzipierte und gründete sie die Modezeitschrift Sibylle. Die Nullnummer erhielt als Titel ihren Vornamen, der dann auch beibehalten und später zu einem Markenzeichen wurde. Von 1958 bis 1961 bestimmte Gerstner als stellvertretende Chefredakteurin Stil und Erscheinungsbild der Zeitschrift wesentlich mit. Nachdem ihre Modekonzeption als „zu französisch“ kritisiert worden war, verließ sie 1961 die Redaktion.
In den folgenden Jahrzehnten arbeitete sie wieder als freischaffende Kostümbildnerin für die DEFA und den Deutschen Fernsehfunk. Daneben war sie auch freischaffende Dolmetscherin für Französisch und Englisch.
Zeit ihres Lebens malte Sibylle Boden-Gerstner Ölbilder und Aquarelle.

## Flucht in die Wolken
- Sibylle Muthesius (Sibylle Boden-Gerstner): Flucht in die Wolken. Buchverlag Der Morgen, Berlin/DDR 1981 (eine Zusammenstellung von Gedichten/Songtexten, Tagebuch- und Briefauszügen Sonja Gerstners, Reproduktionen ihrer Gemälde, Erinnerungen und Interpretationen von Sibylle Boden-Gerstner sowie von ihr hinzugefügten Literaturzitaten. Mehrere, leicht unterschiedliche Auflagen).
  - Flucht in die Wolken. Nachwort von Margarete Mitscherlich. S. Fischer, Frankfurt am Main 1982, ISBN 3-10-050703-7 (Lizenzausgabe des Buchverlags Der Morgen, DDR Berlin. – Ausgabe für die Bundesrepublik Deutschland und West-Berlin, Österreich und Schweiz).
  - Felhőgyerek. Übersetzung von Gergely Erzsébet. Magvető Kiadó, Budapest 1984, ISBN 963-14-0281-9 (ungarisch).
  - Pony ou la fuite dans les nuages. Übersetzung von Martine Keyser. Robert Laffont, Paris 1984, ISBN 2-221-02341-2 (französisch).
  - Bijeg u oblake. Globus, Zagreb 1987, ISBN 86-343-0202-4 (kroatisch).
  - Flucht in die Wolken. 7. Auflage. Morgenbuchverlag, Berlin 1992, ISBN 3-371-00361-2 (textlich gekürzte Nach-Wende-Ausgabe ohne farbige Gemäldereproduktionen).

## Ausstellungen
- 3. April – 7. Juni 1998 SIBYLLE Gerstner-Boden-Muthesius. Filmmuseum Potsdam. Rückschau, Wechselausstellung[5]
- 18. Dezember 2016 – 17. April 2017 Sibylle. Kunsthalle Rostock[6]
- 24. August – 16. Oktober 2020 Aquarelle, Ölbilder & Pastelle. Kulturküche Bohnsdorf, Berlin-Bohnsdorf[3]

## Film
- Enkel der Geschichte. Deutschland 2011/2012, Kurz-Dokumentarfilm: Laura Laabs filmt ein Interview mit ihrer Großmutter Sibylle Gerstner[7]